# قمار فوتبال
قمار فوتبال (لهستانی: Piłkarski poker) یک فیلم ورزشی کمدی و مُهیج لهستانی است که در سال ۱۹۸۹ منتشر شد.

## گزیدهٔ بازیگران
- یانوش گایوس
- ماوگوژاتا پیچینسکا
- ماریان اوپانیا
- ماریوش دموخوفسکی
- یان انگلرت
- ادوارد لینده-لوباشنکو
- اولاف لوباشنکو
- ماریوش بنوآ
- زجیسواف واردین
- هنریک بیستا
- پیوتر گرابوفسکی
- بوهدان وازوکا
- داریوش شپاکوفسکی
- یانوش زائورسکی
- برونیسواف پاولیک
- استفان اشمیت
- آدام بائومن
- بوهدان ایمونت
- آدریانا بیدژینسکا
- گژگوش وارخوئو
- آندژی زائورسکی
- مارک بارگیه‌ئوفسکی
- یژی بینچیتسکی
- کشیشتف زالسکی
- کاژیمیش گورسکی
- داریوش جیکانوفسکی